# 复和乡
复和乡，是中华人民共和国湖南省郴州市永兴县下辖的一个乡镇级行政单位。

## 行政区划
复和乡下辖以下地区：
兴隆社区、甘棠村、曹家村、李家村、大坡村、金华村、梓木村、上源村、巷口村、下泽村、下源村、黄沙村和宋家村。